# 쉘로우 그레이브
《쉘로우 그레이브》(영어: Shallow Grave)는 대니 보일 감독의 첫 작품인 1994년 영국의 블랙 코미디 스릴러 범죄 영화이다.
보일 감독은 이 작품으로 제1회 엠파이어 감독상을 수상했다.

## 줄거리
공인회계사 데이비드 스티븐스는 에든버러에서 의사 줄리엣 밀러, 저널리스트 알렉스 로와 플랫을 공유한다. 새로운 룸메이트가 필요했던 세 사람은 고의적으로 잔인한 방식으로 여러 지원자를 인터뷰하며 지원자들을 희생시키며 즐거워하다가 마침내 휴고라는 신비한 남자에게 방을 제공한다. 휴고가 이사 온 직후, 세 사람은 휴고가 방에서 과다복용으로 사망한 것을 발견하고, 돈으로 가득 찬 큰 여행 가방도 발견한다. 친구들은 휴고의 죽음을 숨기고 돈을 자신들이 가지기로 합의한다. 그들은 휴고의 시신에서 신체 특징인 손, 발, 치아를 제거하고 숲에 유해를 묻기로 결정한다. 제비뽑기를 통해 데이비드가 시신을 훼손하는 끔찍한 임무를 맡게 되고, 줄리엣은 남은 부분을 병원의 소각로에서 처리한다.
그들은 모르는 사이에 휴고는 그의 흔적을 따라다니며 정보원들을 고문하고 살해하는 두 명의 폭력적인 범죄자들에게 쫓기고 있었다. 그들 아래층 플랫에 침입이 발생하자 그들은 불안해한다. 줄리엣과 알렉스가 "기분 전환"을 위해 돈으로 쇼핑을 하는 동안, 데이비드의 두려움은 완전한 편집증으로 변한다. 그는 돈 가방을 다락방에 숨기고 그곳에서 살기 시작하며, 아래층 거실을 보기 위해 다락방 바닥에 구멍을 뚫는다. 세 사람의 관계는 악화되기 시작한다.
범죄자들이 플랫에 침입하여 알렉스와 줄리엣을 구타하고 알렉스가 돈이 있는 곳을 밝힌다. 남자들이 어두운 다락방으로 들어서자 데이비드는 망치로 두 사람을 모두 죽이고 시신을 처리하기 위해 숲으로 돌아간다. 알렉스와 줄리엣은 데이비드의 정신 상태에 대해 걱정하게 되고, 데이비드는 두 사람이 자신을 음모하고 있다고 걱정한다. 이전 침입을 조사하던 경찰은 세 친구가 네 번째 룸메이트를 가진 적이 없다고 부인하자 놀란다.
시신이 숲에서 발견되고, 알렉스는 그의 편집자에 의해 그 이야기를 취재하러 파견된다. 경찰이 점점 다가오자 줄리엣은 데이비드를 유혹하여 돈을 받아 리우데자네이루로 가는 비행기 표를 사서 함께 도망갈 수 있도록 하지만, 몰래 그녀는 혼자 갈 계획을 세운다. 알렉스는 직장에서 돌아와 줄리엣과 데이비드가 함께 일하고 있고 자신의 생명이 위험하다는 것을 깨닫고 경찰에 전화하려고 한다. 그들의 대결은 폭력으로 확대된다. 데이비드는 줄리엣이 자신과 알렉스를 모두 배신하려는 비밀 계획을 알고 있었다고 밝히고 그녀를 때리자 알렉스도 그를 공격한다. 알렉스는 데이비드에게 어깨를 찔리지만, 줄리엣은 데이비드가 알렉스를 죽이기 전에 그를 죽인다.
데이비드가 죽자 줄리엣은 칼을 알렉스의 어깨에 더 깊이 박아 그를 바닥에 고정시켜 경찰이 데이비드의 시신과 함께 그를 발견하고 네 명의 죽음 모두를 그에게 비난하게 만든다. 그녀는 여행 가방을 들고 공항으로 도망가지만, 주차장에서 그 가방이 실제로는 알렉스의 신문에서 가져온 세 개의 얕은 무덤에 대한 수백 개의 신문 기사로 가득 차 있음을 발견한다. 그녀는 히스테리컬하게 무너지고 비행기 표 외에는 아무 소유물도 없이 리우로 가는 비행기에 탑승한다.
경찰이 플랫에 도착하여 알렉스가 피 웅덩이에 바닥에 고정되어 있는 것을 발견한다. 현금은 바닥 판자 아래에 숨겨져 있었다는 것이 밝혀진다. 데이비드는 영화를 시작했던 독백을 마친다. 그의 얼굴에 시트가 덮이고 그의 몸은 영안실의 서랍으로 미끄러져 들어간다.

## 출연
- 이완 맥그리거 - 앨릭스 역
- 크리스토퍼 에클스턴 - 데이비드 역
- 케리 폭스 - 줄리엣 역
- 피터 멀런 - 앤디 역
- 켄 스톳 - 수사관 역
- 키스 앨런 - 휴고 역
- 콜린 매크레디 - 캐머런 역

## 참조
1. ↑  “Variety Reviews – Shallow Grave”. 《버라이어티》. 1994년 5월 17일. 2012년 8월 30일에 확인함.
2. ↑  “Release”. 《British Film Institute》. 런던. 2011년 8월 3일에 원본 문서에서 보존된 문서. 2012년 8월 30일에 확인함.
3. ↑  “Shallow Grave”. 《British Film Institute》. 런던. 2012년 8월 2일에 원본 문서에서 보존된 문서. 2012년 6월 11일에 확인함.
4. ↑  “Shallow Grave (1994)”. 박스 오피스 모조. 1995년 2월 28일. 2011년 8월 12일에 확인함.
5. ↑  “Shallow Grave (1994)”. 2009년 12월 29일에 확인함.
6. ↑  칼 윌리엄스. “Shallow Grave”. 《Allmovie》. 2012년 8월 30일에 확인함.